# Jin-čchuan
Jin-čchuan (čínsky pchin-jinem Yínchuān, znaky zjednodušené 银川, tradiční 銀川) je město a městská prefektura v Čínské lidové republice, hlavní město autonomního regionu Ning-sia.
Název města znamená doslova "Stříbrná řeka". Samotné město má rozlohu 3 920 čtverečních kilometrů a k roku 2020 zde žije 2,5 miliónu obyvatel.
Mezinárodní letiště Jin-čchuan Che-tung leží přibližně pětadvacet kilometrů jihovýchodně od centra města.

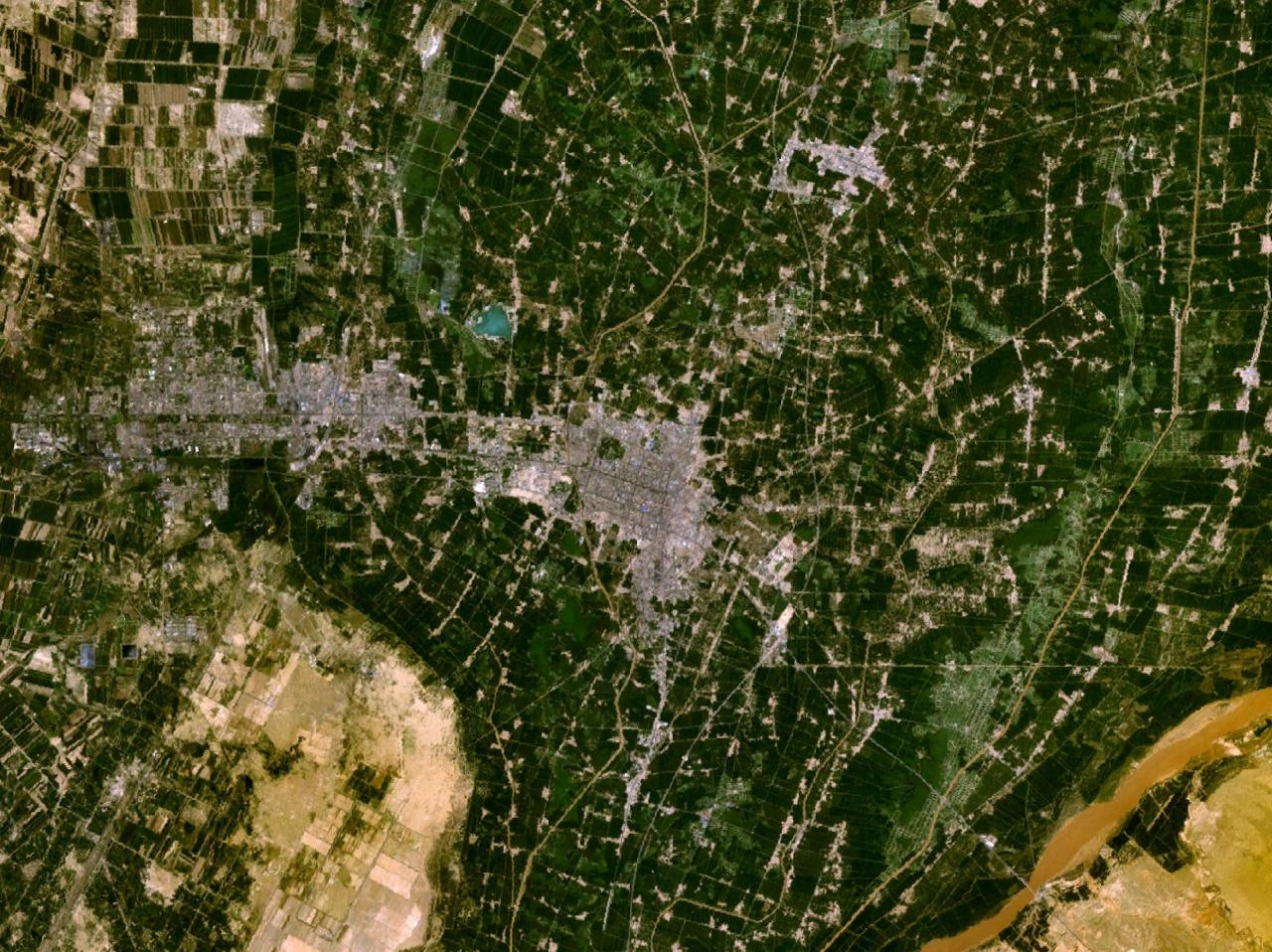
Satelitní snímek města z roku 2005

## Administrativní členění
Městská prefektura Jin-čchuan se člení na šest celků okresní úrovně, a sice tři městské obvody, jeden městský okres a dva okresy.
| městský obvod · Sing-čching městský obvod · Si-sia městský obvod · Ťin-feng městský okres · Ling-wu okres · Jung-ning okres · Che-lan |        |                       |                    |                                  |
| Název | Název  | Počet obyvatel (2020) | Rozloha km² (2020) | Hustota zalidnění (obyv. na km²) |
| český přepis | znaky  | Počet obyvatel (2020) | Rozloha km² (2020) | Hustota zalidnění (obyv. na km²) |
| Městské obvody |        |                       |                    |                                  |
| Sing-čching | 兴庆区 | 808 282               | 638                | 2111 267                         |
| Si-sia | 西夏区 | 449 559               | 875                | 514                              |
| Ťin-feng | 金凤区 | 643 952               | 272                | 2 368                            |
| Městský okres |        |                       |                    |                                  |
| Ling-wu | 灵武市 | 294 156               | 3 026              | 97                               |
| Okresy |        |                       |                    |                                  |
| Jung-ning | 永宁县 | 321 618               | 924                | 348                              |
| Che-lan | 贺兰县 | 341 507               | 1 211              | 282                              |
| |        |                       |                    |                                  |
| Celkem | Celkem | 2 859 074             | 6 945              | 412                              |

## Partnerská města
- Biškek, Kyrgyzstán (23. května 2000)
- Oututi, Namibie (11. srpna 2005)
- Prefektura Šimane, Japonsko (24. září 2004)
- Saddle Brook, USA (28. října 2011)
- Ulánbátar, Mongolsko (3. září 2003)